# Sylvilagus palustris
El conejo de los pantanos (Sylvilagus palustris) es una especie de mamífero lagomorfo de la familia Leporidae. No se debe de confundir con otra especie que también habita en los pantanos, Sylvilagus aquaticus.
Sylvilagus palustris habita una buena parte del Sureste de Norteamérica, desde el Sureste de Virginia hasta el suroeste de Florida. 

## Hábitat
Le gusta vivir en zonas muy húmedas como pantanos, ciénagas, canales costeros o al borde de los lagos. Usan juncos como plataforma para construir sus madrigueras y nidos. La vegetación baja les sirve como protección y escondite.

## Descripción
Las medidas de los adultos se encuentran entre los 35 y 45 cm de largo y de 1 a 2 kg. Las hembras son generalmente algo mayores que los machos. Las orejas son cortas y anchas. De color marrón en su parte trasera, éste cambia gradualmente a un canela oscuro al llegar a la nuca. Su porción ventral es grisácea, al igual que la parte dorsal de su cola, más oscura por debajo. Las hembras tienen cuatro pares de mamas.

## Reproducción
Los conejos de los pantanos se reproducen principalmente de marzo a julio, aunque los nacimientos pueden ocurrir durante todo el año. Las hembras tienen un ciclo poliéstrico continúo y tienen una media de seis camadas al año de 2 a 8 crías altriciales cada una, aunque se han dado casos excepcionales de camadas con más de 15 gazapos. El periodo de gestación dura algo más de un mes, unos 33 días. Los nidos están forrados con pelo del vientre.

## Comportamiento
Son animales solitarios y nocturnos. Durante la temporada de apareamiento, los machos luchan entre sí para establecer jerarquías de dominancia y obtener prioridad para aparearse con las hembras en celo. Normalmente se desplazan andando pero pueden huir haciendo zig-zag para deshacerse de sus perseguidores. También son buenos nadadores y pueden esconderse en el agua si sienten que son amenazados.